# Singolarità di Prandtl-Glauert
La singolarità di Prandtl–Glauert è la previsione, implicita nella similitudine di Prandtl-Glauert, che un aeromobile sia assoggettato a pressioni infinite al raggiungimento della velocità del suono. Per questo motivo agli inizi del XX secolo si riteneva che la barriera del suono fosse insuperabile.

## Effetti termodinamici
La singolarità è generalmente accettata come la causa della nube di condensazione visibile che circonda spesso un veicolo viaggiante a velocità transonica, anche se resta qualche discussione. Nel momento d'improvviso calo della pressione atmosferica dopo il passaggio dell'aeromobile, si verifica la formazione di un "cono di vapore".
Queste nubi di condensazione erano spesso visibili circa dai 25 ai 33 secondi dopo l'avvio del sistema di lancio spaziale Space Shuttle, quando il velivolo viaggiava a velocità transonica. Questi effetti sono visibili anche nei filmati di alcuni test nucleari.
Poiché il calore non lascia la massa d'aria, questo cambiamento di pressione è adiabatico, con associato un cambiamento di temperatura. In aria umida, il calo della temperatura nella parte più rarefatta delle onde d'urto (vicino all'aeromobile) può portare la temperatura al di sotto del suo punto di rugiada, e l'umidità si condensa sino a formare una nube visibile di gocce d'acqua microscopiche. Poiché l'effetto della pressione è ridotto dall'espansione dell'onda (lo stesso effetto della pressione si sviluppa su un più ampio raggio), la condensa del vapore avviene in un'area di raggio limitato.
Gli effetti della singolarità di Prandtl-Glauert possono essere facilmente osservati in giornate umide anche con un colpo di frusta. Una piccola nube visibile è prodotta nel punto in cui la punta della frusta supera la velocità del suono.

## Ragioni di invalidità intorno a Mach 1
La trasformazione di Prandtl-Glauert assume la linearità (cioè una piccola modifica avrà un piccolo effetto che è proporzionale alla sua dimensione). Questa ipotesi diventa imprecisa ad alti numeri di Mach ed è del tutto non valida nei punti in cui il flusso raggiunge velocità supersoniche, poiché le onde d'urto soniche sono cambiamenti istantanei (e quindi manifestamente non lineari) nel flusso. Infatti una delle ipotesi nella trasformazione di Prandtl-Glauert è il numero Mach approssimativamente costante in tutto il flusso mentre la pendenza crescente nel grafico della trasformazione indica che cambiamenti molto piccoli avranno un effetto molto forte a numeri di Mach più alti, violando così gli assunti, i quali decadono del tutto alla velocità del suono.
Ciò significa che la  singolarità rappresentata dalla trasformazione vicino alla velocità del suono (M=1) non rientra nell'area di validità. Le forze aerodinamiche sono calcolate per avvicinarsi all'infinito alla singolarità di Prandtl–Glauert; in realtà, le perturbazioni aerodinamiche e termodinamiche si amplificano fortemente vicino alla velocità del suono, ma rimangono comunque finite evitando una singolarità. La trasformazione di Prandtl–Glauert è un'approssimazione linearizzata del flusso potenziale comprimibile e inviscido; mentre all'avvicinarsi alla velocità del suono, prendono il sopravvento all'interno del flusso i fenomeni non lineari che questa trasformazione ignora completamente per motivi di semplicità.

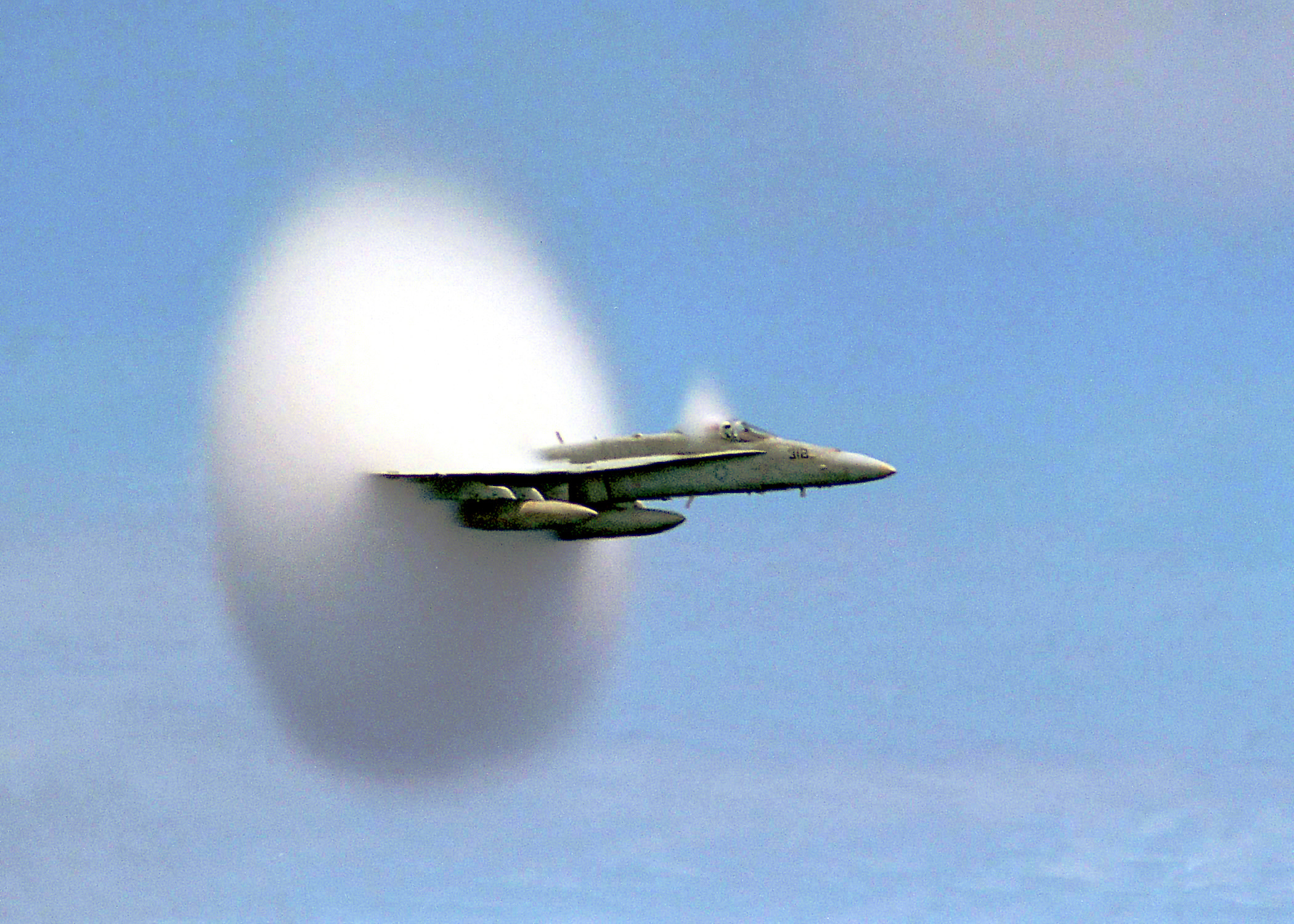
Effetti della singolarità osservati durante il volo transonico  di un F/A-18
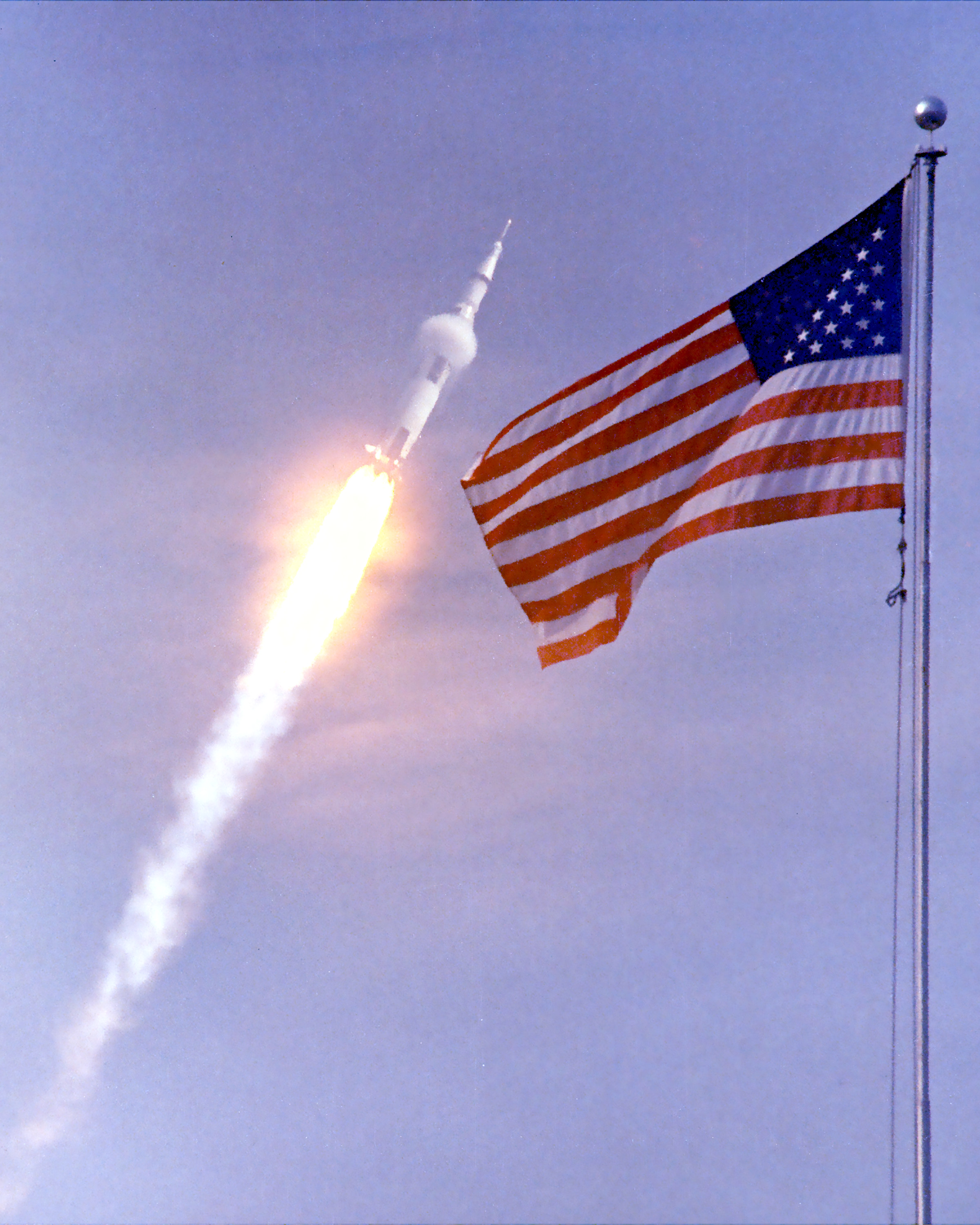
Effetti della singolarità osservati al max q durante il lancio dell'Apollo 11
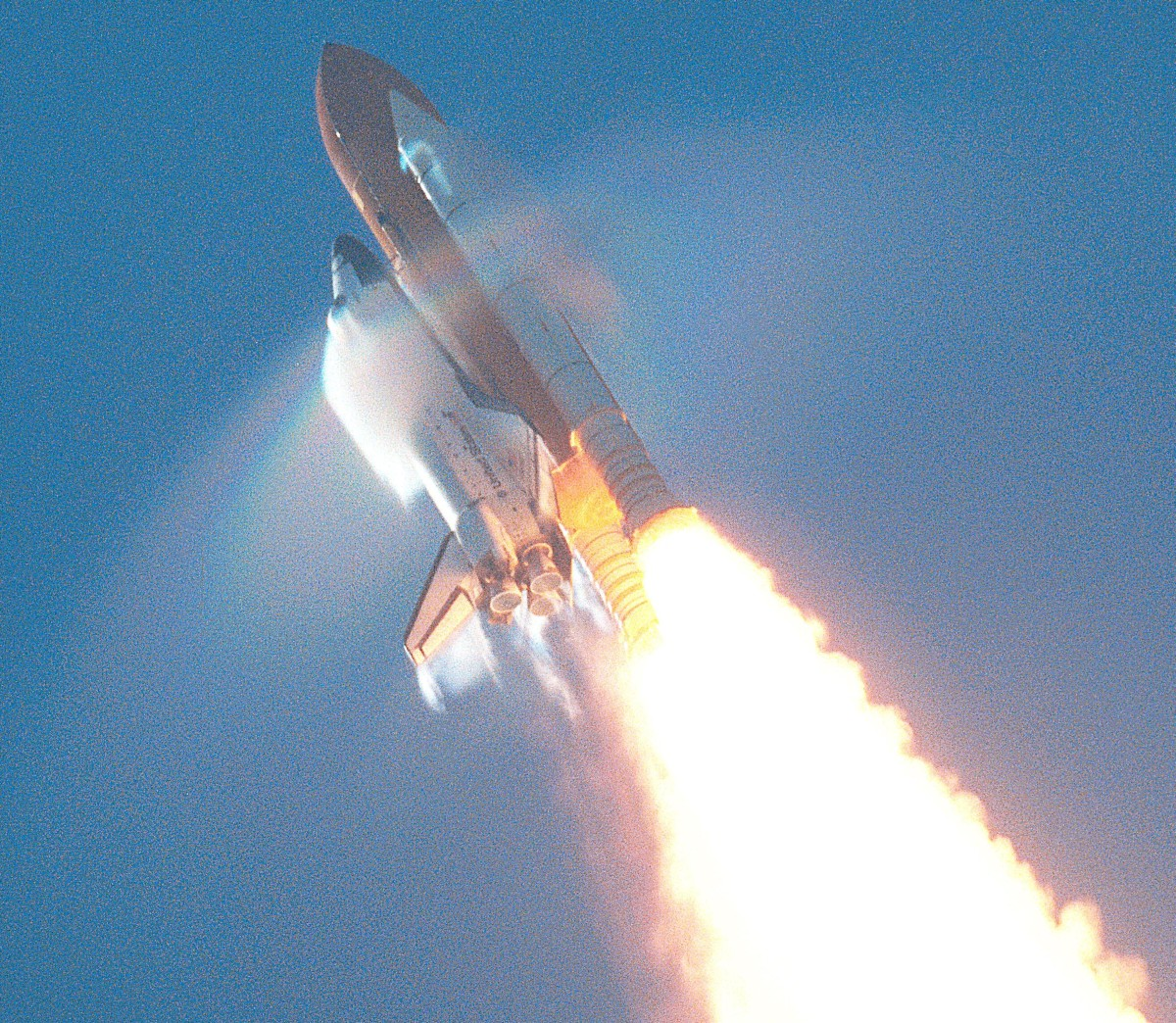
Effetti della singolarità osservati durante il lancio di uno Space Shuttle
Effetti della singolarità osservati durante l'esplosione di una bomba atomica (operazione Crossroads)